# Brandon Barker
Brandon Barker (Manchester, 4 oktober 1996) is een Engels voetballer die bij voorkeur als vleugelspeler speelt.

## Clubcarrière
Barker werd geboren in Manchester en sloot zich op achtjarige leeftijd aan in de jeugdacademie van Manchester City. In juli 2014 tekende hij zijn eerste profcontract. In augustus 2015 werd zijn contract verlengd tot 2020. In het begin van het seizoen 2015/16 zat de vleugelspeler enkele malen op de bank maar kwam hij niet in actie. Op 6 november 2015 werd hij verhuurd aan Rotherham United. Eén dag later debuteerde Barker in de Championship tegen Ipswich Town. Hij maakte meteen zijn eerste treffer als prof. Na vier wedstrijden keerde de vleugelspeler terug bij Manchester City. Op 21 februari 2016 debuteerde hij voor The Citizens in het FA Cup-duel tegen Chelsea. Barker viel na 53 minuten in voor Bersant Celina.
Aan het begin van het seizoen 2016/2017 werd Barker verhuurd aan NAC Breda dat in de Jupiler League speelt. NAC heeft een samenwerkingsovereenkomst voor 5 jaar met Manchester City. Naast Barker spelen nog vier andere jeugdspelers van City bij NAC. Vervolgens werd hij verhuurd aan Hibernian en Preston North End.
In augustus 2019 vertrok Barker bij Manchester City en tekende hij bij Rangers in Schotland.

## Interlandcarrière
Barker kwam reeds uit voor diverse Engelse nationale jeugdelftallen. In 2015 debuteerde hij in Engeland –20.
{
1 Butland ·
2 Tavernier  ·
3 Yılmaz ·
4 Pröpper ·
5 Souttar ·
7 Cortés ·
8 Barron ·
9 Dessers ·
10 Diomand ·
11 Lawrence ·
14 Bajrami ·
17 Matondo ·
18 Černý ·
19 Nsiala ·
20 Dowell ·
21 Sterling ·
22 Jefté ·
24 Kasanwirjo ·
27 Balogun ·
29 Igamane ·
30 Hagi ·
31 Kelly ·
38 King ·
43 Raskin ·
44 Devine ·
45 McCausland ·
51 Lowry ·
99 Danilo ·
Coach: Clement
· Assistent-coach: Van der Heyden
· Assistent-coach: Rae
· Assistent-coach: Ulderink